# 3 (Calogero)
3 è il terzo album in studio del cantante francese Calogero, pubblicato nel 2004.

## Tracce
1. Yalla
2. Il bat
3. Face à la mer (duetto con Passi)
4. Si seulement je pouvais lui manquer
5. Qui parlait
6. Fais comme tu veux
7. Je n'ai que nous à vivre
8. Un Jour parfait
9. Les Hommes endormis
10. Safe Sex
11. Rare
12. La Bienvenue